# District de Sopron
Le district de Sopron (en hongrois : Soproni járás) est un des 7 districts du comitat de Győr-Moson-Sopron en Hongrie. Créé en 2013, il compte 103 033 habitants et rassemblant 39 localités : 36 communes et 3 villes dont Sopron, son chef-lieu.
Cette entité existait déjà auparavant, jusqu'à la réforme territoriale de 1983. Avant 1950, le district faisait partie de l'ancien comitat de Sopron.

## Localités
- Agyagosszergény
- Ágfalva
- Csáfordjánosfa
- Csapod
- Csér
- Ebergőc
- Egyházasfalu
- Fertőboz
- Fertőd
- Fertőendréd
- Fertőhomok
- Fertőrákos
- Fertőszentmiklós
- Fertőszéplak
- Gyalóka
- Harka
- Hegykő
- Hidegség
- Iván
- Kópháza
- Lövő
- Nagycenk
- Nagylózs
- Nemeskér
- Pereszteg
- Petőháza
- Pinnye
- Pusztacsalád
- Répcevis
- Röjtökmuzsaj
- Sarród
- Sopron
- Sopronhorpács
- Sopronkövesd
- Szakony
- Újkér
- Und
- Völcsej
- Zsira